# Georg Alexandersen
Georg Hendrik Gerhard Alexandersen (12. oktober 1818 i København – ca. 1892 eller senere) var en dansk porcelænsmaler.
Hans forældre var NN og M. Alexandersen. Alexandersen var lærling på Den kgl. Porcelainsfabrik, da han 1831 blev optaget på Kunstakademiet, hvor han 1838 kom i frihåndsskolen og først 1844 nåede op i gipsskolen, men ikke mødte. Han vandt 1837 Kunstakademiets præmie for tegning i ornamentfaget. Han udstillede tegninger og blomsterstykker på Charlottenborg Forårsudstilling 1837-38, 1841 og 1846. Fra 1834 var han brogetmaler på Den kgl. Porcelainsfabrik, hvor han figurerer i regnskaberne indtil 1849, da han blev afskediget. Han arbejdede som gulddekoratør og blomstermaler.
Han blev gift 8. juli 1843 i København med Dorothea Christine Charlotte Klemmer (20. oktober 1821 i København - ?), datter af skræddermester Karl Gustav Klemmer og Louise Brigitte Lundström. 

## Forvekslingsmulighed
Bemærk, at en københavnsk fotograf - Georg Waldemar Ferdinand Alexandersen (11. november 1843 - 11. oktober 1931) - havde samme navn. Han havde fra 1873 til 1889 atelier på Vesterbrogade 41-43 og 46 og var P.C. Kochs efterfølger.